# Otto Kohlrausch
Otto Ludwig Bernhard Kohlrausch (* 20. März 1811 in Barmen (heute Stadtteil von Wuppertal); † 14. November 1854 in Hannover) war ein deutscher Arzt. Er beschrieb die Plica transversalis recti media(auch Kohlrausch-Falte), die mittlere und größte der Mastdarmfalten. Sein Sohn war der Sportpädagoge und Wiederentdecker des Diskus Christian Georg Kohlrausch (1851–1934).
Otto Kohlrausch entstammte einer deutschen Gelehrtenfamilie, der auch der Physiker Friedrich Kohlrausch, der Strafrechtler Eduard Kohlrausch und der Sportmediziner Wolfgang Kohlrausch angehören.
Er studierte zunächst an der Universität Bonn Naturwissenschaften, ab 1830 an der Georg-August-Universität Göttingen Medizin. Während seines Studiums wurde er 1832 Mitglied der Burschenschaft Germania Bonn. Im Zuge der Demagogenverfolgung wurde er deswegen im Schwarzen Buch der Frankfurter Bundeszentralbehörde (Eintrag Nr. 916) festgehalten.
1835 ließ er sich als Arzt in Hannover nieder und machte sich einen Namen als Chirurg. 1841 richtete er im Auftrag der Regierung eine Kuranstalt in Bad Rehburg ein.
Er stieg zum Königlichen Hofchirurgen auf und war ab 1847 Medizinalrat im Ober-Medizinalkollegium.

## Werke
Neben zahlreichen Aufsätzen, unter anderem in den Göttingischen Gelehrten Anzeigen, verfasste er mehrere Bücher:
- Physiologie und Chemie in ihrer gegenwärtigen Stellung (Göttingen 1844)
- Zur Anatomie und Physiologie der Beckenorgane (Leipzig 1854)